# Полезненська сільська рада
Поле́зненська сільська́ ра́да — колишня адміністративно-територіальна одиниця та орган місцевого самоврядування в Великомихайлівському районі Одеської області. Адміністративний центр — село Полезне.
Дата ліквідації — 27 листопада 2015 року. Населені пункти увійшли до Великомихайлівської селищної громади.

## Загальні відомості
- Територія ради: 71,11 км²
- Населення ради: 1 241 особа (станом на 2001 рік)
- Територією ради протікає річка Кучурган

## Населені пункти
Сільській раді були підпорядковані населені пункти:
- с. Полезне
- с. Багачеве
- с. Бессарабка
- с. Водяне
- с. Гіржове
- с. Фрасине

## Населення
Згідно з переписом 1989 року населення сільської ради становило 1125 осіб, з яких 516 чоловіків та 609 жінок.
За переписом населення 2001 року в сільській раді мешкала 1241 особа.

### Мова
Розподіл населення за рідною мовою за даними перепису 2001 року:
| Мова       | Відсоток |
| ---------- | -------- |
| українська | 93,71 %  |
| молдовська | 2,66 %   |
| російська  | 1,77 %   |
| гагаузька  | 0,89 %   |
| болгарська | 0,81 %   |

## Склад ради
Рада складається з 16 депутатів та голови.
- Голова ради:
- Секретар ради: Черська Валентина Іванівна

### Керівний склад попередніх скликань
| Прізвище, ім'я, по батькові | Основні відомості                                                         | Дата обрання | Дата звільнення |
| --------------------------- | ------------------------------------------------------------------------- | ------------ | --------------- |
| Глив'як Наталія Петрівна    | Сільський голова, 1956 року народження, член Народної партії              | 26.03.2006   | 31.10.2010      |
| Гливяк Наталія Петрівна     | Сільський голова, 1956 року народження, освіта вища, член Народної партії | 31.10.2010   | 27.10.2014      |

Примітка: таблиця складена за даними сайту Верховної Ради України

### Депутати
За результатами місцевих виборів 2010 року депутатами ради стали:

#### За суб'єктами висування
| Суб'єкт висування                                       | Кількість обраних депутатів | %    |
| ------------------------------------------------------- | --------------------------- | ---- |
| Партія регіонів                                         | 10                          | 62,5 |
| Народна партія                                          | 3                           | 18,8 |
| Політична партія Всеукраїнське об'єднання «Батьківщина» | 2                           | 12,5 |
| Самовисування                                           | 1                           | 6,3  |

#### За округами
| № округу                                                | Прізвище, ім'я, по батькові      | Дата визнання обраним | Освіта             | Партійна приналежність                        | Відомості про обраного депутата                                         |
| ------------------------------------------------------- | -------------------------------- | --------------------- | ------------------ | --------------------------------------------- | ----------------------------------------------------------------------- |
| Народна Партія                                          |                                  |                       |                    |                                               |                                                                         |
| 6                                                       | Когут Тетяна Миколаївна          | 03.11.2010            | середня            | член Партії регіонів                          | ТОВ «Іскра», бухгалтер                                                  |
| 14                                                      | Зеленська Валентина Анатоліївна  | 03.11.2010            | середня            | член Народної партії                          | приватний підприємець «Зеленська»                                       |
| 16                                                      | Чубко Галина Іванівна            | 03.11.2010            | середня            | член Народної партії                          | тимчасово не працює                                                     |
| Партія регіонів                                         |                                  |                       |                    |                                               |                                                                         |
| 1                                                       | Гуч Василь Степанович            | 03.11.2010            | середня спеціальна | член Партії регіонів                          | Великомихайлівський районний військомат, провідний спеціаліст           |
| 2                                                       | Гаверська Марія Антонівна        | 03.11.2010            | вища               | член Партії регіонів                          | Великомихайлівське управління державного казначейства, начальник        |
| 7                                                       | Кравченко Жанна Григорівна       | 03.11.2010            | середня            | член Партії регіонів                          | ПП «Кравченко»                                                          |
| 8                                                       | Литвин Людмила Михайлівна        | 03.11.2010            | середня            | член Партії регіонів                          | Полезненська загальноосвітня школа І-ІІІ ст., двірник                   |
| 9                                                       | Нікуліна Галина Прокопівна       | 03.11.2010            | середня            | член Партії регіонів                          | Полезненська сільська бібліотека, завідувачка                           |
| 10                                                      | Сорокін Сергій Іванович          | 03.11.2010            | середня            | член Партії регіонів                          | тимчасово не працює                                                     |
| 11                                                      | Черська Валентина Іванівна       | 03.11.2010            | середня            | член Партії регіонів                          | Полезненська сільська рада, секретар                                    |
| 12                                                      | Сніховський Віктор Олександрович | 03.11.2010            | середня            | член Партії регіонів                          | Великомихайлівська ЦРЛ, столяр                                          |
| 13                                                      | Лесик Василь Йосипович           | 03.11.2010            | середня            | член Партії регіонів                          | Гіржевське лісництво, лісник                                            |
| 15                                                      | Наумова Анастасія Іванівна       | 17.01.2011            | вища               | член Партії регіонів                          | Великомихайлівська РДА, економіст                                       |
| Політична партія Всеукраїнське об'єднання «Батьківщина» |                                  |                       |                    |                                               |                                                                         |
| 3                                                       | Гуч Наталія Миколаївна           | 03.11.2010            | середня            | член Всеукраїнського об'єднання «Батьківщина» | ТОВ «Іскра», бухгалтер                                                  |
| 5                                                       | Барабаш Надія Василівна          | 03.11.2010            | середня            | член Всеукраїнського об'єднання «Батьківщина» | Полезненська сільська рада, землевпорядник                              |
| Самовисування                                           |                                  |                       |                    |                                               |                                                                         |
| 4                                                       | Цицик Ганна Леонідівна           | 03.11.2010            | вища               | позапартійна                                  | Полезненська загальноосвітня школа І-ІІІ ст., вчитель початкових класів |